# 台灣汽車公司列表
本列表列舉台灣的汽車製造、代理商。

## 臺灣自有品牌汽車
- 中華汽車
- 納智捷汽車
- 華德動能

## 製造商
- 裕隆汽車（Luxgen、Nissan）
- 中華汽車（CMC、Mitsubishi、Fuso、上汽名爵、上汽大通）
- 三陽工業（Hyundai、金龍客車、Hyundai商用車、中華民國國軍車輛）

- 福特六和（Ford）
- 國瑞汽車（Toyota、Hino）
- 台灣本田汽車（Honda）
- 台中眾鈴汽車（Isuzu Elf小型貨車、 Forward中型貨車、LT134/NQR客車底盤）
- 必翔實業（Pihsiang）
- 華洲汽車工業（GMI）(1170KR系列大客車、賓士大客車車身)
- 成運汽車（MASTER）（大宇巴士、MB120NS系列客車）
- 台塑汽車貨運股份有限公司（DAF、IVECO）
- 金龍汽車製造（生產KL6系列客車底盤、車體製造）
- 健益汽車（北汽福田）
- 金賓汽車（捷式甲車）
- 華德動能 ( RAC )（中型／大型電動巴士及電動巴士整合控制系統）
- 鴻華先進（FOXTRON）
- 庫得科技（Cruise10）
- 順益車輛（Mercedes-Benz商用車、FUSO商用車、FOXTRON電動巴士代工）
- 鉅巃車體（SCANIA、Mercedes-Benz、HINO巴士車身打造）
- 柏昇車體（SCANIA、Mercedes-Benz、MAN巴士車身打造）
- 大吉汽車（VOLVO巴士底盤代理及車體生產）
- 總盈車體／嘉馬汽車（遊覽車、低地板公車車身製造／電動大客車研發及製造）
- 創奕能源（與廈門金旅技術合作之電動巴士生產商／代理廈門金旅柴油巴士進口）

## 代理商
- 匯豐汽車（Mitsubishi）
- 華菱汽車（Mitsubishi）
- 裕隆日產汽車（Nissan、Infiniti)
- 裕佳汽車（Dongfeng重車）
- 裕益汽車（FUSO、Mercedes-Benz重車）
- 福嘉實業（Ford）
- 福特九和（JAGUAR、LAND ROVER）
- 南陽實業（Hyundai)
- 台灣福斯汽車（Volkswagen、Volkswagen商旅車、Audi、Škoda）
- 台灣馬自達汽車（Mazda）
- 商富汽車（SAAB）
- 台灣本田（Honda）
- 和泰汽車（Toyota、Lexus、Hino）
- 勝榮汽車（Chery）
- 臺灣蒙地拿（Ferrari、Maserati）
- 台灣賓士（Mercedes-Benz、Smart、Maybach）
- 汎德股份（BMW、Mini）
- 金鈴汽車（Suzuki）
- 合同興（Daihatsu、Dongfeng小貨車）
- 台灣意美汽車（Subaru）
- 寶嘉聯合（Peugeot、Citroën、Ds）
- 永三集團（Bugatti、Bentley、Aston Martin）
- 永嘉雙龍汽車（SsangYong）
- 永業公司（Porsche）
- 嘉碼興業（Lamborghini、Lotus）
- 台北合眾汽車(Isuzu）
- 台灣寶騰蓮花（Proton）
- 台灣森那美起亞汽車（Kia）
- 太古汽車（volvo、UD、Renault卡車台灣代理商）
- 至懋汽車（MAN）
- 永德福汽車（(SCANIA）
- 馬亨達台灣(Mahindra)
- 台宇汽車（IVECO、DAF）
- 嘉樂寶汽車（KIA商用車）
- 國際富豪汽車(VOLVO)
- 台灣北汽福田汽車(FOTON)
- 大益興業(SITRAK)
- 台灣宇通實業（Yutong）
- 三一國際（Brabus、Startech、 AC Schnitzer、Novitec、Techart、ABT、Morgan）
- 孚海國際（BAC）
- 德國歐馬（CATERHAM）
- 台灣特斯拉汽車（TESLA）
- 台北合眾汽車（ISUZU）
- 台灣英倫摩里斯（MG Taiwan）